# Chafariz do Passeio Alegre
O Chafariz do Passeio Alegre é um fontanário localizado na Foz do Douro, freguesia de Aldoar, Foz do Douro e Nevogilde, município do Porto.
Estando classificado como Monumento Nacional desde 1910, foi projetado pelo arquiteto Nicolau Nasoni, no século XVIII para embelezar os jardins da Quinta da Prelada, propriedade da família Noronha e Meneses. Já no século XX, com a compra da Quinta da Prelada pela Câmara Municipal do Porto, com o objectivo de aí instalar o parque de campismo municipal, o chafariz foi desmontado e transferido para o Jardim do Passeio Alegre.
No entanto, alguns autores (Aguiar: 1982, Pacheco: 1984 e Silva: 2000) afirmam que o chafariz estava originalmente no claustro do Convento de São Francisco do Porto; o cenóbio, que recebeu obras profundas entre 1771 e 1778, foi destruído durante o cerco do Porto, em 1833, sendo edificado, alguns anos depois, no seu lugar, o Palácio da Bolsa.

## Galeria de imagens

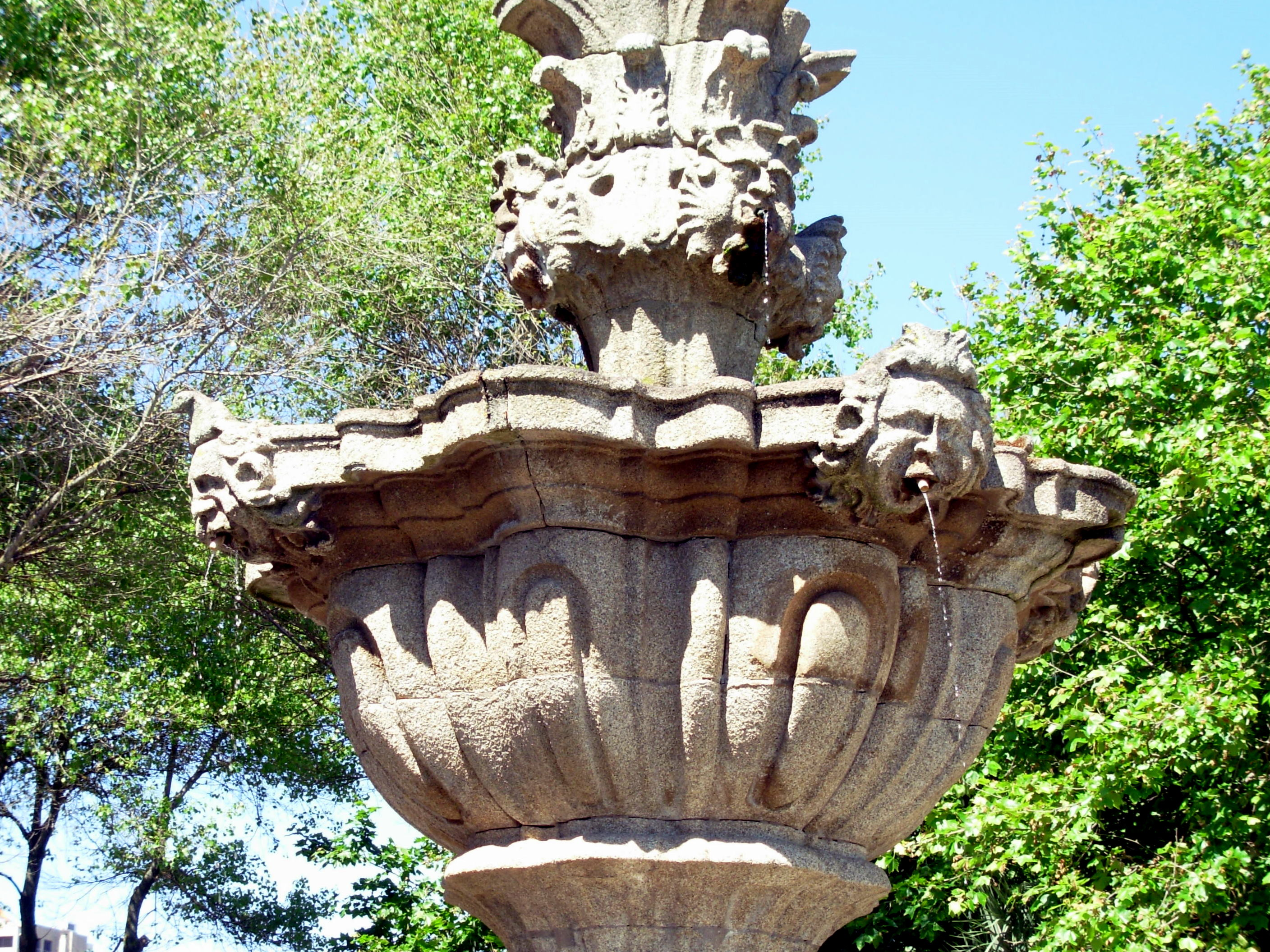
A taça média, com carrancas
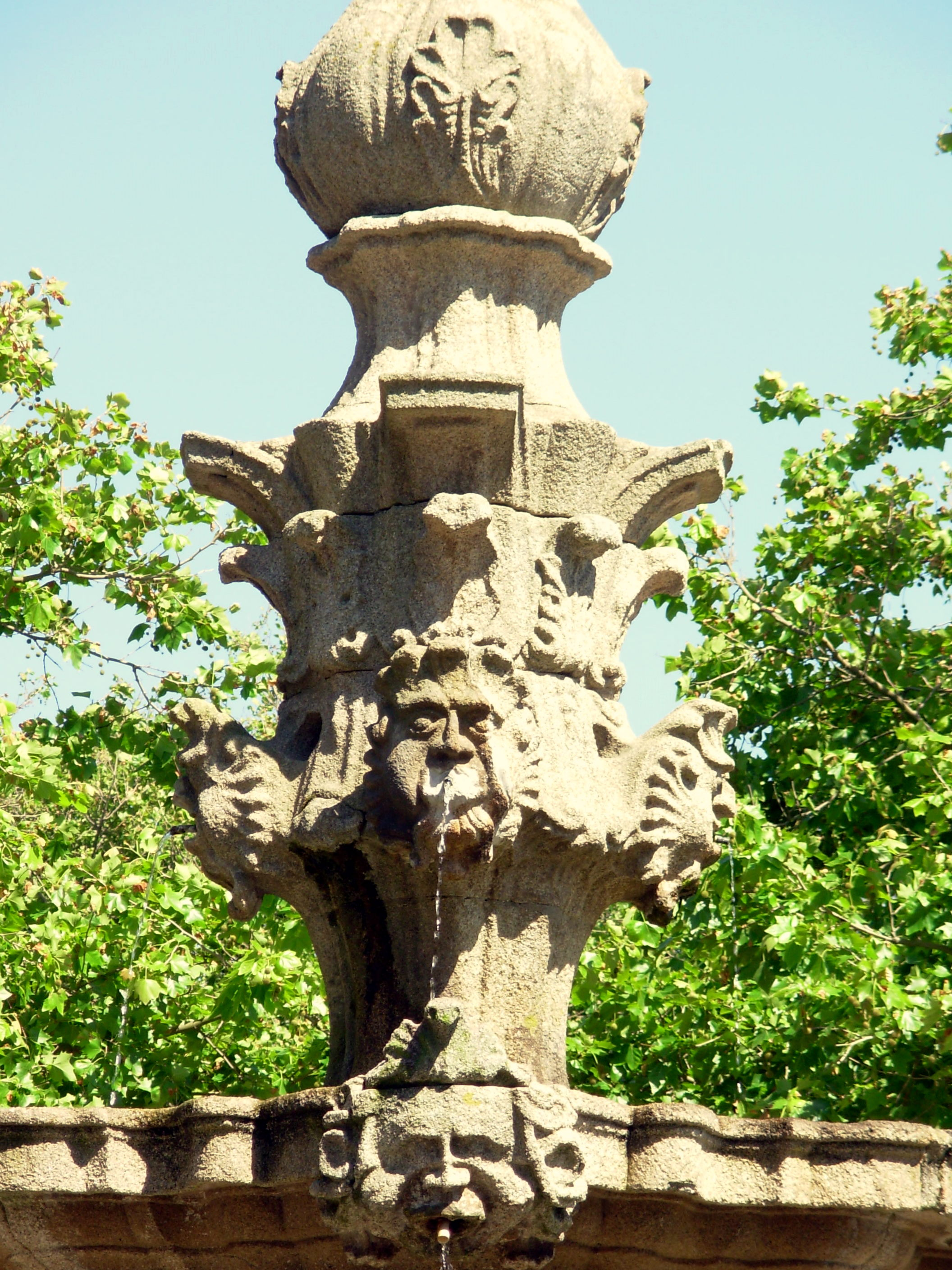
Detalhe da coluna
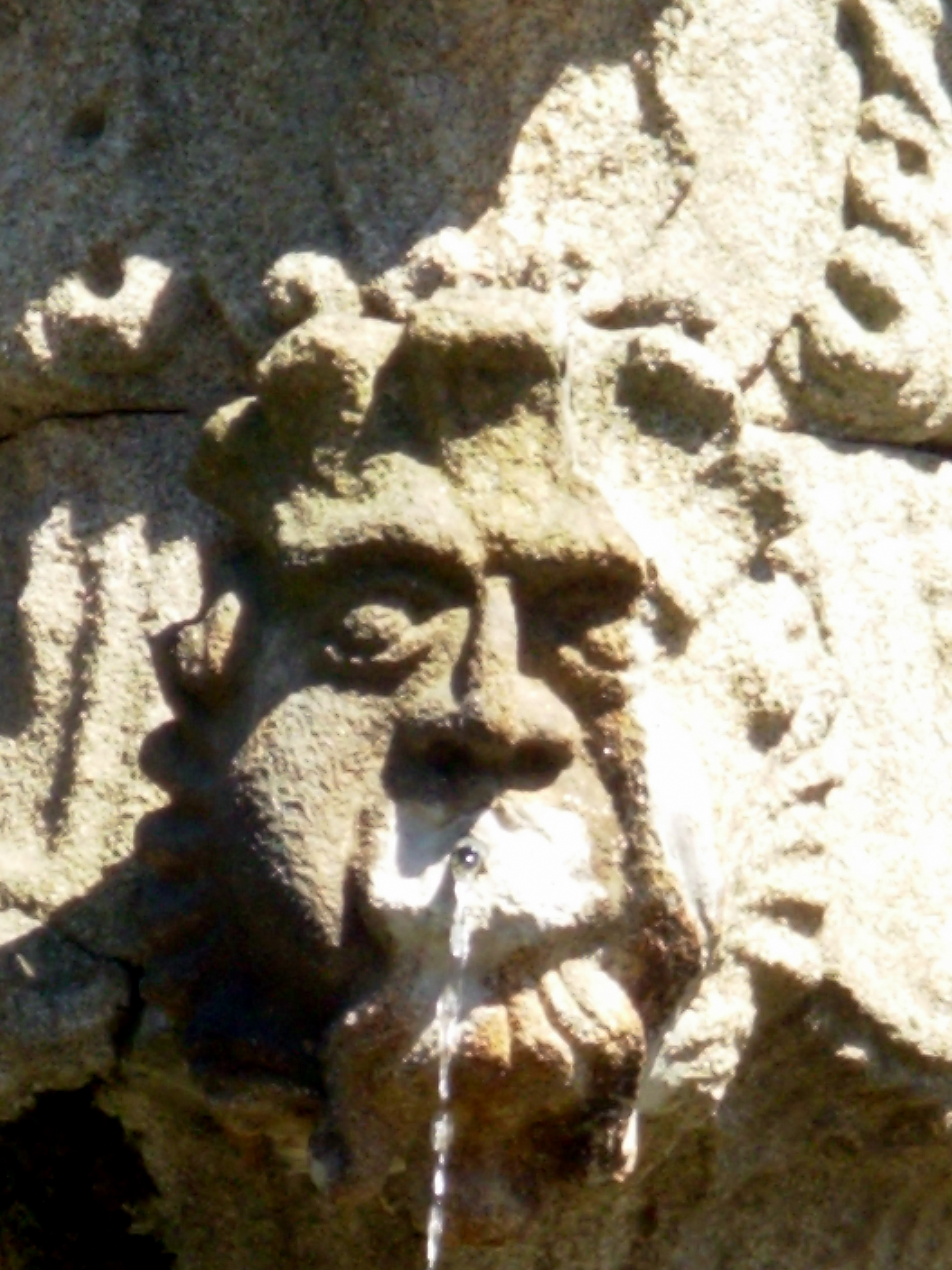
Detalhe de uma carranca